# Општина Метеш (Алба)
Метеш (рум. Meteş) општина је у Румунији у округу Алба.
Oпштина се налази на надморској висини од 475 m.